# Samadhi Zendejas
Jill Samadhi Zendejas Adriano (Città del Messico, 27 dicembre 1994) è un'attrice messicana.
Ha studiato l'arte drammatica centro di educazione artistica di Televisa . Suo fratello Adriano Zendejas è attore.

## Filmografia

### Televisione
- La rosa de Guadalupe (2009)
- Atrévete a soñar (2009-2010)
- Gritos de muerte y libertad (2010)
- Esperanza del corazón (2011)
- Como dice el dicho (2011)

## Premi
- Premios TvyNovelas, 2010, miglior nuova attrice